# Megachile alleni
Megachile alleni là một loài Hymenoptera trong họ Megachilidae. Loài này được Mitchell mô tả khoa học năm 1927.